# 레 영종
레 영종(베트남어: Lê Trung Tông / 黎英宗，1532년 ~ 1573년 2월 23일(음력 1월 22일))은 대월 후 레 왕조의 제14대 황제(재위: 1556년 ~ 1572년)이다. 성명은 레 주이 방(베트남어: Lê Duy Bang / 黎維邦 여유방)이다.

## 생애
1556년, 레 중종이 죽었는데 아들이 없었으므로 권신 찐끼엠이 레러이의 형인 레쯔(黎除)의 5세손인 레주이방을 황제로 옹립하였다.
1571년에서 1572년까지 막 왕조와의 전쟁으로 영종은 응에안(乂安)으로 도망갔다. 그때 영종은 레껍데(黎及第)와 함께 찐끼엠의 아들인 찐뚱을 죽이려고 했다가 실패하였고, 찐뚱은 영종을 폐출한 뒤 살해하였다. 이후 찐뚱이 영종의 아들 레주이담을 옹립하니 이가 레 세종이다.

## 가계

### 후비
- 의신황태후(Ý Thận Hoàng thái hậu/懿愼皇太后) 응우옌 티 민(Nguyễn Thị Minh/阮氏明/완씨명)
- 수경황태후(Tuy Khánh Hoàng thái hậu/綏慶皇太后) 응우옌 티 응옥지엠(Nguyễn Thị Ngọc Diệm/阮氏玉艶/완옥염)

### 황자
1. 본국공(Bản Quốc Công/本國公) 레 주이 밧(Lê Duy Bách/黎維栢/여유백) (? ~ 1600년)
2. 황자(皇子) 레 주이 르우(Lê Duy Lựu/黎維榴/여유류)
3. 황자(皇子) 레 주이 응아인(Lê Duy Ngạnh/黎維梗/여유경)
4. 황자(皇子) 레 주이 뚱(Lê Duy Tùng/黎維松/여유송)
5. 황자(皇子) 레 주이 담(Lê Duy Đàm/黎維潭/여유담) - 수경황태후 소생. 제15대 황제 세종(世宗).

## 기년
| 영종        | 원년            | 2년             | 3년        | 4년        | 5년        | 6년             | 7년        | 8년        | 9년        | 10년       |
| ----------- | --------------- | --------------- | ---------- | ---------- | ---------- | --------------- | ---------- | ---------- | ---------- | ---------- |
| 서력 (西曆) | 1557년          | 1558년          | 1559년     | 1560년     | 1561년     | 1562년          | 1563년     | 1564년     | 1565년     | 1566년     |
| 간지 (干支) | 정사(丁巳)      | 갑오(戊午)      | 기미(己未) | 경신(庚申) | 신유(辛酉) | 임술(壬戌)      | 계해(癸亥) | 갑자(甲子) | 을축(乙丑) | 병인(丙寅) |
| 연호 (年號) | 천우(天祐) 원년 | 정치(正治) 원년 | 2년        | 3년        | 4년        | 5년             | 6년        | 7년        | 8년        | 9년        |
| 영종        | 11년            | 12년            | 13년       | 14년       | 15년       | 16년            |            |            |            |            |
| 서력 (西曆) | 1567년          | 1568년          | 1569년     | 1570년     | 1571년     | 1572년          |            |            |            |            |
| 간지 (干支) | 정묘(丁卯)      | 무진(戊辰)      | 기사(己巳) | 경오(庚午) | 신미(辛未) | 임신(壬申)      |            |            |            |            |
| 연호 (年號) | 10년            | 11년            | 12년       | 13년       | 14년       | 홍복(洪福) 원년 |            |            |            |            |

| 전 임 중종 | 제14대 대월 후 레 왕조의 황제 1556년 ~ 1572년 | 후 임 세종 |